# Oblast de Kemerovo-Kouzbass
L'oblast de Kemerovo-Kouzbass (en russe : Ке́меровская о́бласть — Кузба́сс, Kemerovskaïa oblast — Kouzbass), est un sujet en Sibérie méridionale de la fédération de Russie, dont la capitale est la ville de Kemerovo. Rosstat lui attribue le code 32, et son code d'immatriculation est 42. La langue officielle est le russe, bien que le chor soit aussi parlé par le peuple Chors.
L'oblast de Kemerovo est située dans le bassin du Kouznetsk, confiné par l'Alataou de Kouznetsk, la Chorie montagneuse et les monts Salaïr. Les vestiges des premiers peuplements remontent à la période du paléolithique, et plusieurs cultures se succèdent jusqu'à l'arrivée du khaganat kirghize du Ienisseï, avant que la région ne redevienne qu'une périphérie lointaine des pays d'Asie centrale. La colonisation russe commence au début du XVIIe siècle dans la région, avec en particulier la fondation de l'ostrog de Kouznetsk en 1618. Les habitants russes participent à la traite des fourrures, et à la fin du siècle, les premiers gisements d'argent sont découverts. Au XVIIIe siècle, ce qui fera la richesse de la région, sont découverts les gisements de charbon et l'industrie minière commence à se développer sous l'Empire russe. Pendant la guerre civile russe, la région est le théâtre d'un important soulèvement paysan, avant d'être réprimé par l'Armée rouge. Sous la Nouvelle politique économique, des entreprises sous contrôle ouvrier sont établies, et pendant l'après-guerre, les autorités soviétiques développent les industries du charbon et métallurgiques. Aujourd'hui, la région produit une grande partie du charbon russe.
En 2023, l'oblast comptait 2 568 238 habitants, en baisse du fait de ses soldes naturel et migratoire négatifs. Son produit intérieur brut s'élève à 1 807,4 milliards de roubles, les secteurs du charbon et industriels composant la majorité de l'économie. Le tourisme est peu développé, mis à part dans le domaine des sports d'hiver, avec de nombreuses stations comme Cheregech.

## Géographie

### Situation
Couvrant une superficie de 95 725 km2, l'oblast de Kemerovo-Kouzbass est un sujet possédant une superficie petite comparé aux autres sujets de Sibérie. Elle compose seulement 0,6 % du territoire de la fédération de Russie, et 2,19 % du district fédéral Sibérien, soit le plus petit sujet des 12 du district. L'oblast est limitrophe au nord de l'oblast de Tomsk, à l'ouest de l'oblast de Novossibirsk, au sud-ouest du kraï de l'Altaï, au sud de la république de l'Altaï, au sud-est de la république de Khakassie et à l'est du kraï du Krasnoïarsk.
La région est divisée entre des zones plates au nord et des montagnes et contreforts à l'est, au sud et à l'ouest, avec respectivement l'Alataou de Kouznetsk, la Chorie montagneuse et les monts Salaïr. Dans la partie méridionale se trouve le bassin du Kouznetsk, aussi appelé Kouzbass. Le point culminant de l'oblast est le mont Amzas-Taskyl, haut de 2 178 m, à la frontière avec la Khakassie, et le plus bas est de 78 m dans la vallée du Tom à la frontière avec l'oblast de Tomsk.

Paysages de l'oblast :
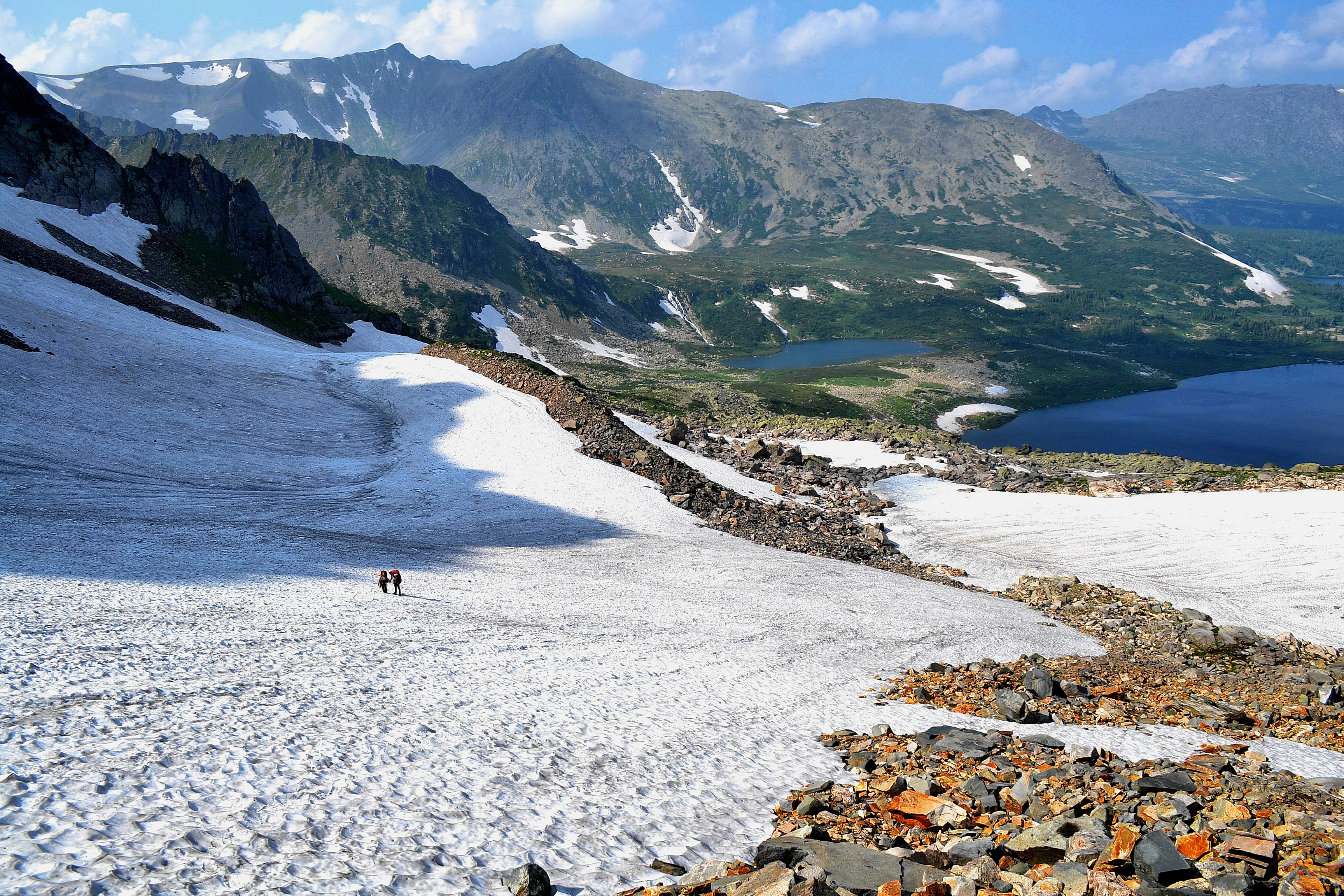
Lacs de montagne dans l'Alataou de Kouznetsk.
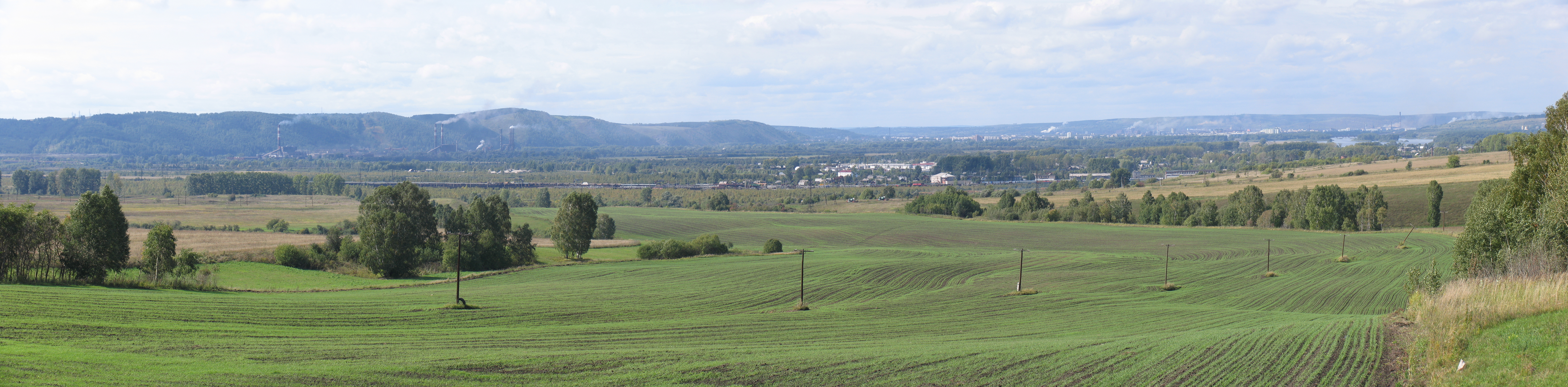
Plaine vers Novokouzntesk.
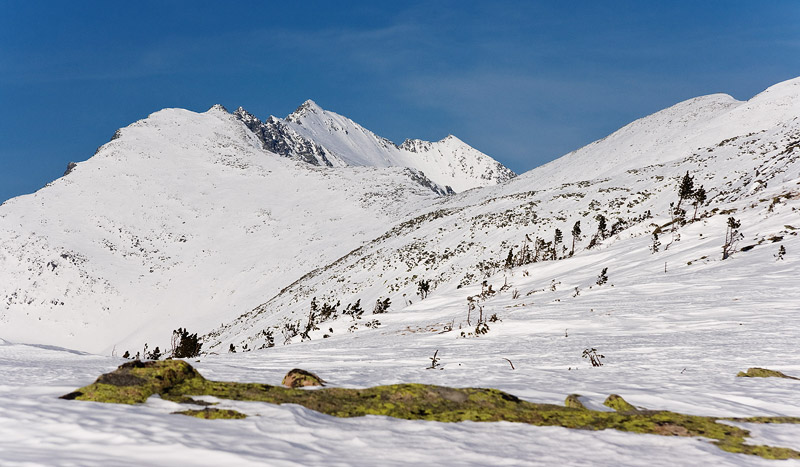
Mont Tiguir-Tiz.

### Climat
Le climat de l'oblast est un climat fortement continental, avec des hivers froids et longs et des étés chauds et courts. La température moyenne de l'air en janvier oscille entre −13 et −15 °C, et en juillet elle varie de +16 à +18 °C. La durée de la période avec des températures positives est de 100 jours dans le nord du bassin du Kouznetsk et de 120 jours dans le sud du bassin.
La température annuelle moyenne de l’air s'élevait à +1,7 °C en 2022. Les précipitations totales cette année-là ont été de 512 mm, soit 84 % de la norme 1991-2020.

### Hydrographie
Le réseau hydrographique de l'oblast est riche, avec 32 109 cours d'eau d'une longueur totale de 245 100 km appartenant tous au bassin fluvial de l'Ob, et avec la plupart des sources de ces cours d'eau dans la région. Les plus grandes rivières sont la Tchoumych, l'Inia, la Kiïa, la Kondoma, le Mras-Sou, le Tom, le Iaïa et leurs affluents. La plus grande rivière est la Tom, originaire de l'Alataou de Kouznetsk et de la Chorie, et la deuxième est l'Inia, qui prend sa source dans le sud du territoire,.
L'oblast possède 850 lacs, avec des centaines de lacs karstiques dans les hautes terres de l'Alataou de Kouznetsk, mais aussi des bras-morts entre autres. La superficie totale des lacs de l'oblast est de 101 km2, et le plus grand lac est le Bolchoï Berchikoul, avec une superficie de 32 km2,.

### Géologie
Dans le territoire de l'oblast, environ 500 gisements minéraux ont été explorés et enregistrés dans le cadastre fédéral, parmi lesquels prédominent le charbon, le minerai de fer et la tourbe. Il y a aussi de l'argent, du cobalt, du cuivre, du mercure, du molybdène, du nickel, de l'or, du plomb, du tungstène et du zinc en métaux. De plus, il y a des gisements d'amiante, d'argile, de basalte, de calcaire, de dolomite, de quartzite, de sable et de talc en matières non métalliques.

## Urbanisme

### Voies de communication et transports

#### Transport ferroviaire

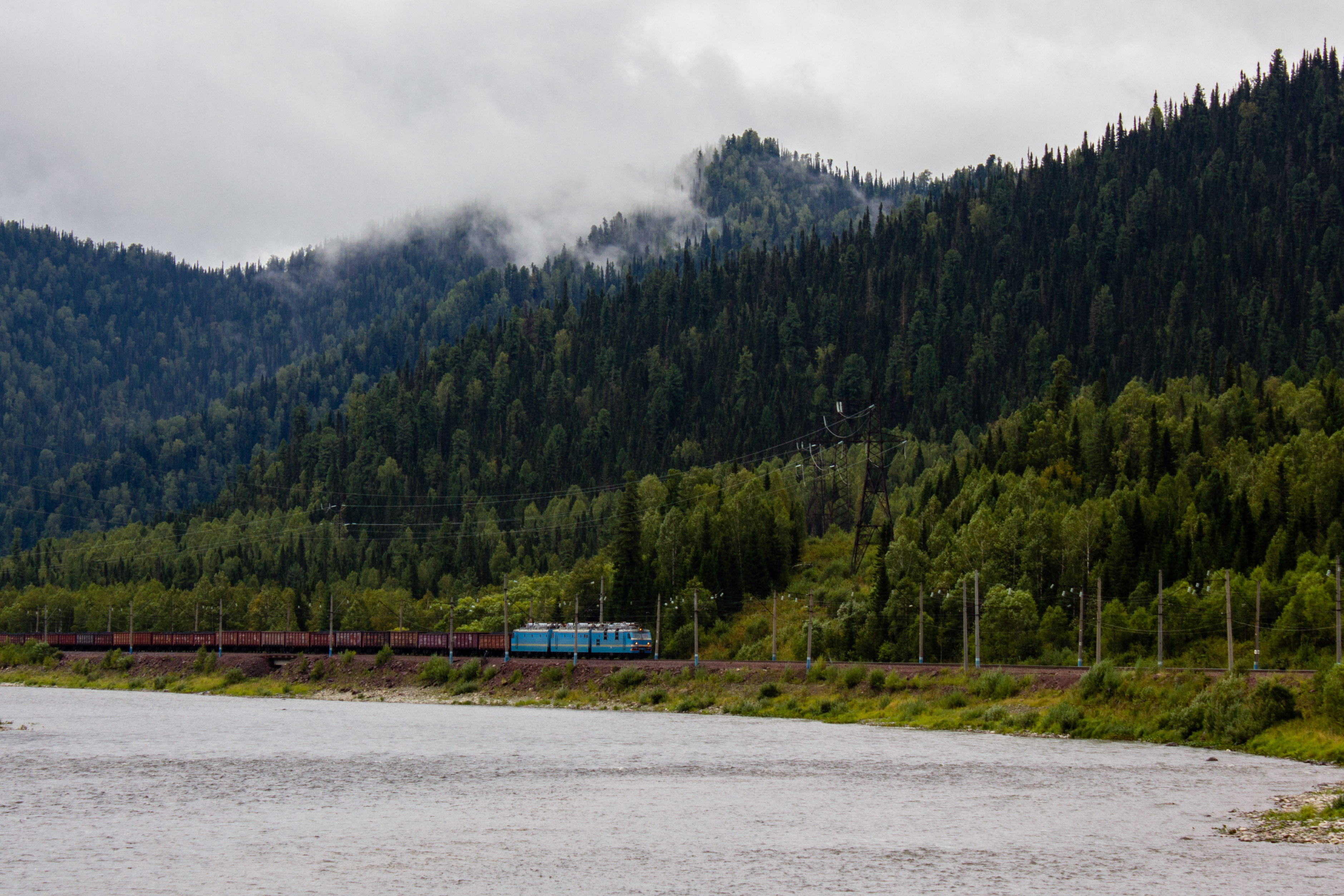
Ligne ferroviaire de Novokouznetsk à la Khakassie longeant le Tom.

Le principal moyen de transport de l'oblast de Kemerovo est le chemin de fer, avec plusieurs chemins de fer importants traversant la région : le chemin de fer transsibérien et le chemin de fer de Sibérie méridionale. Il existe plusieurs grands nœuds ferroviaires importants, en particulier Mariinsk, Taïga, Novokouznetsk, Kemerovo et Prokopievsk. L'oblast dispose ainsi de connexions ferroviaires avec le reste du pays. La longueur des voies ferrées publiques est de 1 681 kilomètres (11,5 % de la longueur totale des voies ferrées du district fédéral sibérien, 5e place du district), tandis que la densité des voies ferrées publiques est de 176 km/10000 km2 (50 km/10000 km2 dans le district fédéral sibérien, 29 km/10000 km2 pour la Russie). Par ailleurs, en termes de densité de lignes ferroviaires, le sujet occupe la première place du district. Le réseau est géré par le chemin de fer de Sibérie occidentale (branche des Chemins de fer russes).
Le réseau est vital pour l'économie ferroviaire, les entreprises utilisant 10 000 wagons/j., avec plus de 700 000 tonnes expédiées par jour de l'oblast par le rail. En particulier, il est très important pour le transport du charbon, mais aussi de produits métallurgiques entre autres.

#### Transport routier

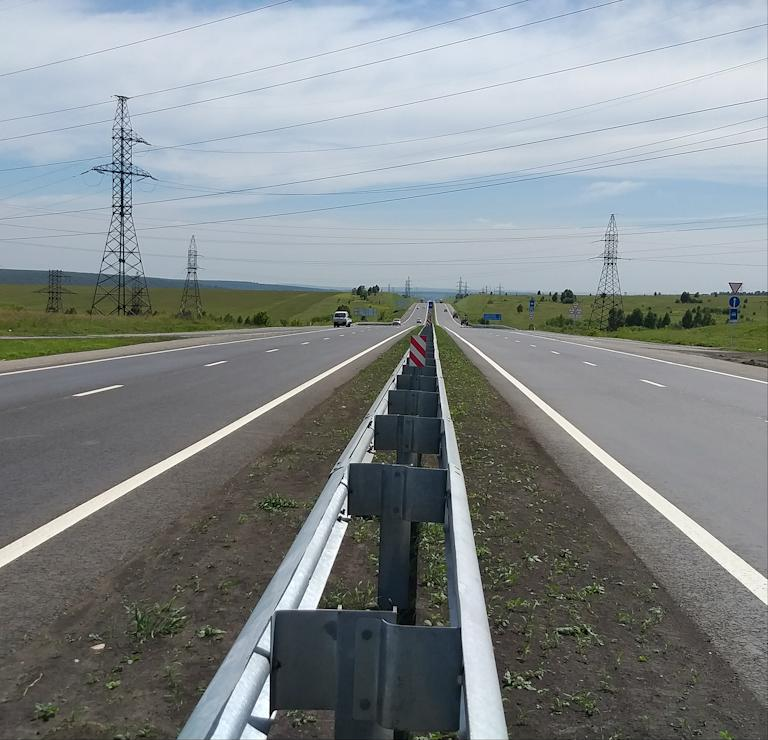
La 32K-445 dans le raïon de Prokopievsk.

La longueur des routes en 2017 s'élevait à 22 500 kilomètres, dont 20 200 kilomètres de routes fédérales et régionales, et 2 300 kilomètres de routes locales. La longueur des routes pavées était de 18,8 mille km, soit 84 % du total. Les principales artères sont la route fédérale R255 reliant Novossibirsk à Irkoutsk, ainsi qu'une autoroute/voie expresse (selon les sections), la 32K-445, longue de plus de 180 kilomètres relie Kémérovo à Novokouznetsk, ce qui est la seule autoroute à portée régionale de Sibérie (quelques autoroutes urbaines existent).

#### Transport aérien
Le transport aérien dans l'oblast est représenté par trois aéroports, qui ont transporté en 2017 640,7 mille passagers, soit 1,6 fois plus qu'en 2007. Le plus important est l'aéroport international de Kemerovo, classé d'importance fédérale, suivi de l'aéroport international de Novokouznetsk, également classé d'importance fédéral. Ils proposent des lignes aériennes vers Moscou, Saint-Pétersbourg, Anapa, Sotchi, la Thaïlande ou encore le Viêt Nam. Enfin, il y a l'aéroport de Tachtagol, utilisé par les compagnies aériennes locales pour des vols courts.

#### Transports en commun
Les transports en commun routiers permettent de relier 20 villes de la région, et il y a 3 lignes de bus internationales vers le Kazakhstan. Selon les chiffres de 2017, chaque jour, environ 30 000 passagers partent des gares routières, dont le réseau est l'un des plus développés du district fédéral.
En 2017, les transports urbains ont transporté 248,4 millions de passagers, les transports suburbains ont transporté 36,7 millions de passagers et les transports interurbains ont transporté 4,8 millions de passagers.

### Risques naturels
L'oblast de Kemerovo-Kouzbass peut faire face à différents aléas, le plus typique dans la région étant le phénomène de crue, principalement la crue printanière avec la dérive des glaces. Mais il peut aussi il y a voir des séismes, des blizzards, des gels intenses, des avalanches ainsi que des feux de forêts.

### Répartition des terres
La répartion des terres selon le rapport d'État « Sur l'état et la protection de l'environnement de la fédération de Russie en 2022 » du ministère des ressources naturelles et de l'environnement russe est, selon les catégories du code foncier russe, la suivante:
| Répartition                                   | 2022 (km2) | 2022 (%) |
| --------------------------------------------- | ---------- | -------- |
| Terres agricoles                              | 26 426     | 27,6     |
| Terres des localités                          | 3 885      | 4,1      |
| Terres d'industrie et autres fins spéciales   | 1 863      | 1,9      |
| Terres des territoires et des objets protégés | 8 145      | 8,5      |
| Terres du fonds forestier                     | 53 553     | 55,9     |
| Terres du fonds aquatique                     | 270        | 0,3      |
| Terres de réserve                             | 1 583      | 1,7      |
| Total                                         | 95 725     | 100      |

## Histoire

### Préhistoire
Le site de Mokhovo 2 dans le bassin de Kouznetsk appartient au Paléolithique supérieur et moyen,. Le Paléolithique supérieur comprend le site de Choumikha-I, les sites Bedarevo I, II, II, Chorokhovo-I, Ilyinka-II, Sarbala, Voronino-Yaïa et un site sur la rivière Kiia, près du village de Chestakovo. Le Mésolithique comprend les sites Bolchoï Berchikul-1, Bychka-1, Pechergol-1, tandis que le Néolithique comprend les sites Bolchoï Berchikul-4, Smirnovski Routcheï-1, Pechergol-2, et Bychka-1. L'âge de bronze comprend les sites et les cimetières des cultures Samus, d'Andronovo, de Korchazhkino, d'Elov et d'Irmen. L'âge du fer est représenté par les cultures de Bolcheretchensk, de Taga, de Koulaï et de Tachtyk.

### Colonisation russe
La colonisation de la région par les colons russes a commencé au XVIIe siècle, avec la fondation des ostrogs de Kouznetsk (1618), de Sosnovski (1657), de Verkhotomski (1655) et plus tard de Moungatski (1715). Les premiers colons russes, cosaques, paysans, chasseurs et missionnaires, ont commencé à former des villages, et ils participaient à la traite des fourrures.
Au XVIIIe siècle, le développement industriel de la région commence, avec Pierre Ier le Grand qui ordonna en 1698 au voïvode de Tomsk de promouvoir les activités de prospections après qu'il a su que des minerais d'argent avaient été découverts dans le Kouznetsk. En 1721, le cosaque Mikhaïlo Volkov découvrit le premier gisement de charbon sur une rive de la rivière Tom, et dès les années 1780, les exploitations de gisements d'argent commencèrent. Ils envoyaient ce qui était extrait aux fonderies d'argent de Tomsk (fondé en 1771), de Gavrilovski (1795) et de Gouriev (1816). Entre 1747 et 1917, la région faisait partie de la Chancellerie impériale des usines minières de Kolyvan-Voskressensk, renommée ouïezd de l'Altaï en 1834.

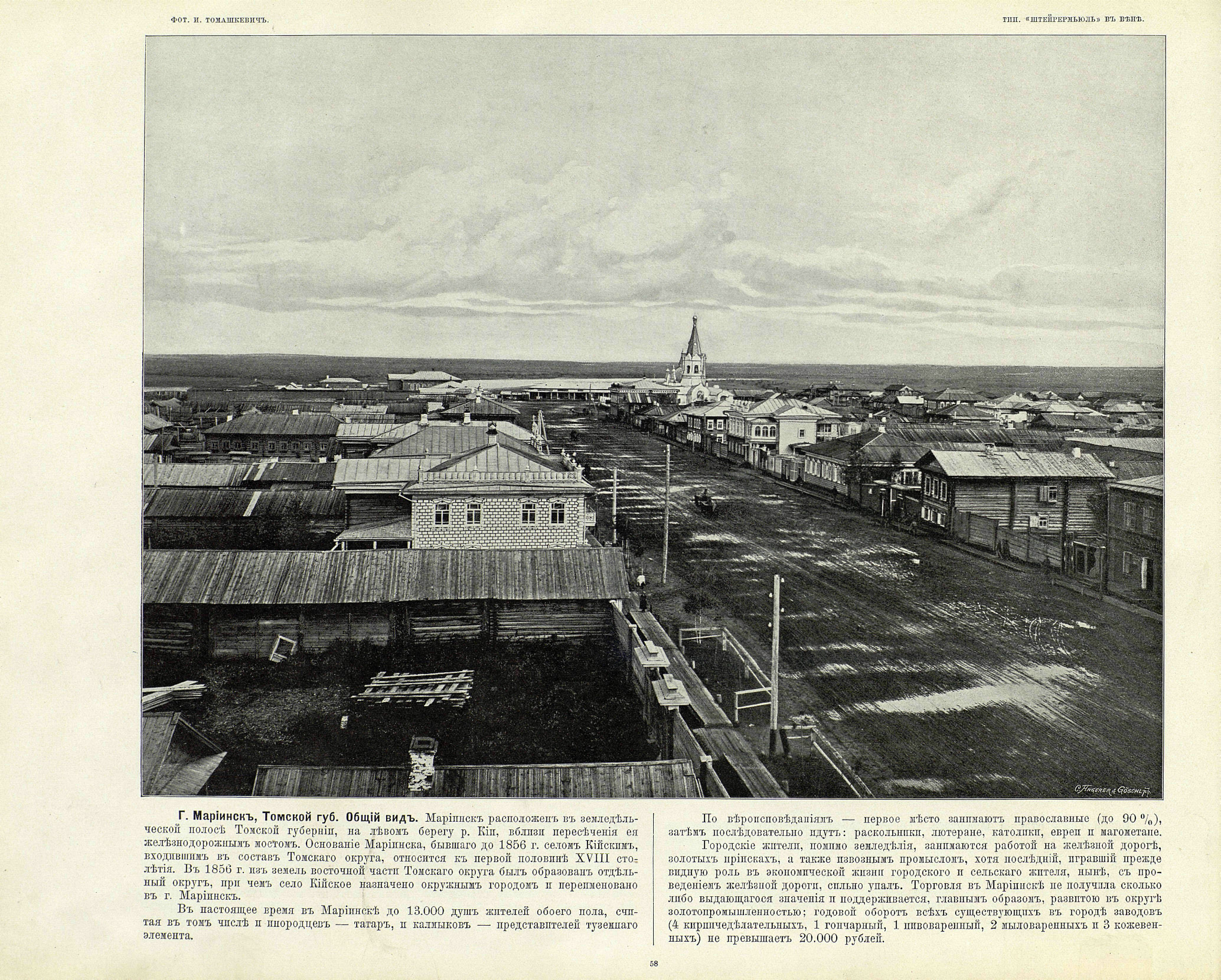
Mariinsk en 1899.

En 1842, le géographe et géologue russe Piotr Tchikhatchov entreprit une expédition dans l'Altaï, puis réalisa la première carte du bassin houiller de la région, proposant de le nommer Kouznetsk d'après la ville du même nom. La mine de Batchati est devenue la première mine de charbon de la région lorsqu'elle fut ouverte en 1851, et à la fin du XIXe siècle, la région fut connectée par le chemin de fer transsibérien à la Russie européenne.

### Période soviétique
Après la Révolution d'Octobre en 1917, le Kouzbass a connu d'importants conflits dans le cadre de la guerre civile russe. Une importante rébellion paysanne, la rébellion de Sorokino, eut lieu dans la région au début de 1921, avec entre 50 000 et 100 000 participants, mais fut brutalement réprimée par l'Armée rouge.
En 1925, la région est devenue une partie du kraï de Sibérie, puis après sa désintégration en en 1930, le Kouzbass a rejoint le kraï de Sibérie occidentale, puis de l'oblast de Novossibirsk à partir de 1937. La période des années 1920 et 1930 été caractérisée par la transition vers une économie planifiée, la création du complexe industriel Oural-Kouzbass, le développement des industries du charbon, métallurgiques et chimiques, et de nombreuses nouvelles mines. Des entreprises industrielles sont construites à proximité des colonies ouvrières, qui sont rapidement devenues des villes. De 1922 à 1926 à l'époque de la Nouvelle politique économique (NEP) de l'Union Soviétique, le Kouzbass a accueilli une colonie industrielle autonome avec une expérience de contrôle ouvrier. Durant la Grande Guerre patriotique, l'oblast de Kemerovo a été un acteur majeur de la production de métal. Dans la ville de Novokouznetsk plus de 50 000 tanks et 45 000 avions ont été produits par ses usines.
Le 26 janvier 1943, le Présidium du Soviet suprême de l'URSS a publié un décret décidant d'établir sur le territoire de l'oblast de Novossibirsk, l'oblast de Kemerovo, avec comme centre administratif la ville de Kemerovo. Le nouvel oblast comprenait 17,5% de l'oblast de Novossibirsk, 9 des 12 villes de subordination régionale, 17 des 20 communes urbaines, 23 des 75 raïons. La population de l'oblast de Kemerovo représentait 42 % de la population totale de l'oblast de Novossibirsk.
Entre les années 1950 et 1980, l'industrie lourde s'est installée comme secteur économique dominant, avec de nouvelles usines comme l'usine chimique de Novokemerovo (1956) et l'usine métallurgique de Sibérie occidentale (1964) qui furent construites. En 1973, la mine de charbon Raspadskaïa a été mise en service, qui est la mine la plus grande de Russie. En parallèle, de nombreuses infrastructures socio-culturelles ont été construites.

### Depuis 1991

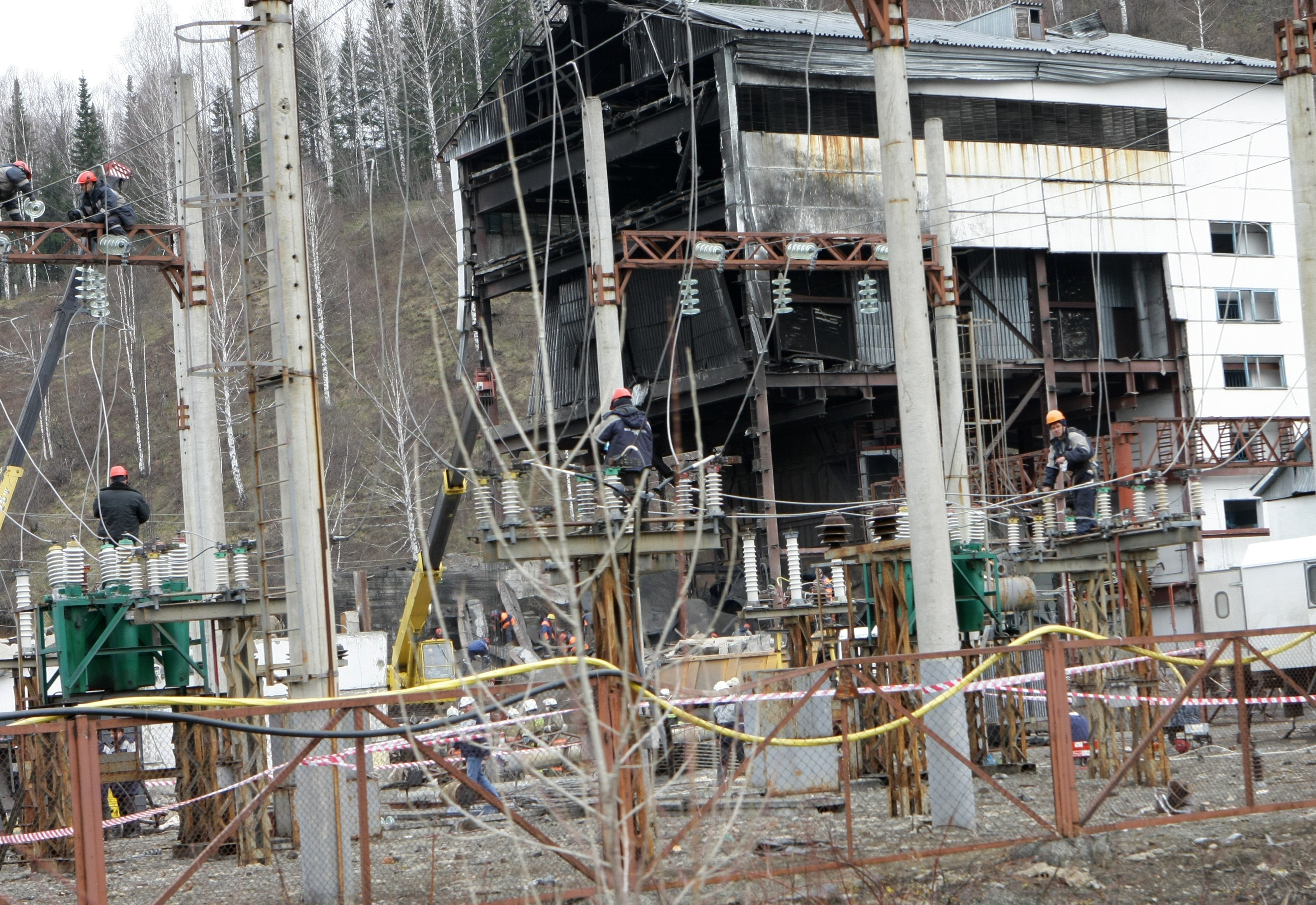
Dégât des explositions à Raspadskaïa.

Le 23 mars 1994, le Vol Aeroflot 593 s'est écrasé lors de la phase de croisière du vol, à 25 km au sud de Medjouretchensk, tuant les 63 passagers et 12 membres d'équipage,.
En mai 2010, deux explosions dans la mine de Raspadskaïa (en) (les 8 et 9 mai) ont tué 91 personnes et blessé 229 mineurs et sauveteurs. La seconde explosion provoqua l'effondrement de puits de ventilisation, réduisant fortement l'air dans la mine. Un autre accident minier, survenu le 25 novembre 2021, la catastrophe minière de Listviajnaïa, a tué 51 personnes et en a blessé 49 autres. Il s'agit de l'accident minier le plus meurtrier en Russie depuis l'explosion à Raspadskaïa.
Le 27 mars 2019, par décret du président de la fédération de Russie, l'oblast a changé de nom en oblast de Kemerovo-Kouzbass. Par ailleurs, les noms d'oblasts de Kemerovo et de Kouzbass ont été déclarés comme ayant la même valeur juridique que le nom d'oblast de Kemerovo,.

## Populations et société

### Démographie
Au 1er janvier 2023, la population s'élève à 2 568 200 personnes, dont 346 000 personnes en milieu rural. La densité de population de l'oblast est de 26,8 hab./km2.
| 2002      | 2016      | 2019      | 2021      | - |
| --------- | --------- | --------- | --------- | - |
| 2 899 142 | 2 717 627 | 2 674 283 | 2 600 923 | - |

### Composition ethnique
Les ethnies majoritaires sont les Russes à 93,7 %, les Ukrainiens et Tatars venant ensuite.

### Principales villes
70 % de la population vit dans les 9 villes principales, le plus haut taux[précision nécessaire] d'urbanisation de Russie.
| 1  | Kémérovo           | 557 119 |
| 2  | Novokouznetsk      | 537 480 |
| 3  | Prokopievsk        | 177 819 |
| 4  | Mejdouretchensk    | 96 174  |
| 5  | Leninsk-Kouznetski | 92 244  |
| 6  | Kisseliovsk        | 83 431  |
| 7  | Iourga             | 79 693  |
| 8  | Anjero-Soudjensk   | 66 583  |
| 9  | Belovo             | 68 542  |
| 10 | Beriozovski        | 44 073  |

### Indices démographiques
| Année | Fécondité | Fécondité urbaine | Fécondité rurale |
| ----- | --------- | ----------------- | ---------------- |
| 1990  | 1,92      | 1,84              | 2,62             |
| 1991  | 1,77      | 1,68              | 2,50             |
| 1992  | 1,55      | 1,47              | 2,21             |
| 1993  | 1,37      | 1,30              | 1,91             |
| 1994  | 1,37      | 1,31              | 1,85             |
| 1995  | 1,30      | 1,25              | 1,71             |
| 1996  | 1,23      | 1,18              | 1,60             |
| 1997  | 1,19      | 1,14              | 1,57             |
| 1998  | 1,21      | 1,16              | 1,60             |
| 1999  | 1,15      | 1,09              | 1,58             |
| 2000  | 1,21      | 1,16              | 1,55             |
| 2001  | 1,24      | 1,19              | 1,62             |
| 2002  | 1,29      | 1,25              | 1,63             |
| 2003  | 1,32      | 1,27              | 1,72             |
| 2004  | 1,32      | 1,29              | 1,57             |
| 2005  | 1,33      | 1,29              | 1,60             |
| 2006  | 1,38      | 1,34              | 1,64             |
| 2007  | 1,49      | 1,42              | 1,87             |
| 2008  | 1,60      | 1,53              | 2,00             |
| 2009  | 1,65      | 1,58              | 2,10             |
| 2010  | 1,62      | 1,55              | 2,05             |
| 2011  | 1,59      | 1,52              | 2,06             |
| 2012  | 1,76      | 1,68              | 2,31             |
| 2013  | 1,79      | 1,70              | 2,41             |
| 2014  | 1,78      | 1,69              | 2,43             |
| 2015  | 1,73      | 1,68              | 2,09             |
| 2016  | 1,71      | 1,66              | 2,05             |
| 2017  | 1,54      | 1,49              | 1,85             |
| 2018  | 1,49      | 1,45              | 1,79             |
| 2019  | 1,40      | 1,37              | 1,64             |

### Éducation
En 2016, l'oblast comptait 936 établissements d'enseignements préscolaires, dans lesquels étaient scolarisés 145 900 élèves. De plus, il y a avait 682 établissements d'enseignements général, dont 423 en milieu urbain et 259 en milieu rural. Le nombre d'étudiants dans les établissements généraux s'élevait à 300 900 élèves.
Par ailleurs, l'oblast comptait en 2016 68 établissements d'enseignement professionnel ainsi que 19 établissements d'enseignement supérieur. Le nombre d'étudiants, dans le professionnel et le supérieur, était de 58 000 personnes en 2017.

### Santé
En 2017, le nombre d'établissements médicaux en 2017 était de 178, dont 94 hôpitaux ainsi que, 84 cliniques. L'offre de lits d'hôpitaux en 2017 était de 78,9 lits pour 10 000 personnes. Par ailleurs, il y avait dans l'oblast 29 postes de soins médicaux d'urgence. Le nombre de médecins était de 35 pour 10 000 personnes, et le nombre de personnel paramédical de 89,7 pour 10 000 personnes.

### Sports
L'oblast comptait en 2017, 6 985 installations sportives, dont 26 stades de 1 500 places ou plus, mais aussi 1 066 gymnases, 126 piscines et 4 482 installations sportives plates.
En 2017, le sport était pratiqué par 1 073 800 personnes (39,8 % de la population totale). Le nombre de personnes impliquées dans les sections et groupes sportifs s'élevait à 589,4 mille personnes cette année-là.
L'oblast possède la plus grande station de ski de Russie en Chorie montagneuse : la station de  Cheregech.

## Environnement

### Faune et flore
En 2022, 1 600 espèces végétales et 450 espèces animales vertébrées ont été recensées sur le territoire de l'oblast. On retrouve dans l'oblast des wapitis, des cerfs élaphes, des chevreuils de Sibérie, des ours bruns, des zibelines entre autres. La faune vertébrée de l'oblast est représentée par plus de 450 espèces, dont 73 espèces de mammifères, environ 325 espèces d'oiseaux, 6 reptiles, 6 amphibiens, ainsi que 40 espèces de poissons et 1 espèce de cyclostome.
La superficie totale des terres sur lesquelles se trouvent des forêts est en 2022 de 6 317,8 milliers d'hectares.

### Aires protégées
Fin 2022, la superficie des aires protégées d'importance régionale et locale a augmenté de 65 861 hectares par rapport à 2021 et s'élève à 770 728 hectares, tandis que la superficie des aires protégées d'importance fédérale s'élève à 827 300 hectares. La réserve naturelle de l'Alataou de Kouznetsk se trouve dans le territoire de l'oblast, ainsi que le parc national de la Chorie qui se trouve dans la partie méridionale de l'oblast, dans la Chorie montagneuse.

### Pollution
Le volume total des émissions de polluants atmosphériques en 2022 s'élevait à 1 655,7 milliers de tonnes, soit une diminution de 0,7 % par rapport à 2021. Les émissions du transport routier se sont élevées à 62,0 milliers de tonnes, soit 3,1 % de moins par rapport à 2021 et 3,5 fois moins par rapport au niveau de 2013. Les émissions des sources fixes se sont élevées à 1 593,3 milliers de tonnes, diminuant de 0,6 % par rapport aux indicateurs de 2021, et augmentant de 17,5 % par rapport à 2013.

## Économie

### Généralités
L'économie de l'oblast de Kemerovo est l'une des plus développées à la fois du district fédéral sibérien mais aussi de la Russie. En 2021, le produit intérieur brut de l'oblast s'élevait à 1 807,4 milliards de roubles, soit le 16e des 85 sujets russes, compris entre l'oblast de Nijni Novgorod au-dessus et le kraï de Perm en dessous. Le PIB par habitant était lui de 690 100 roubles,. Le sud de la région est dominé par l'industrie métallurgique, le secteur minier (charbon : mines de Krasnobrodski et de Vakhrouchevki), et la production mécanique et chimique.
- Evraz Group
- Sibplaz (en)

### Extraction du charbon

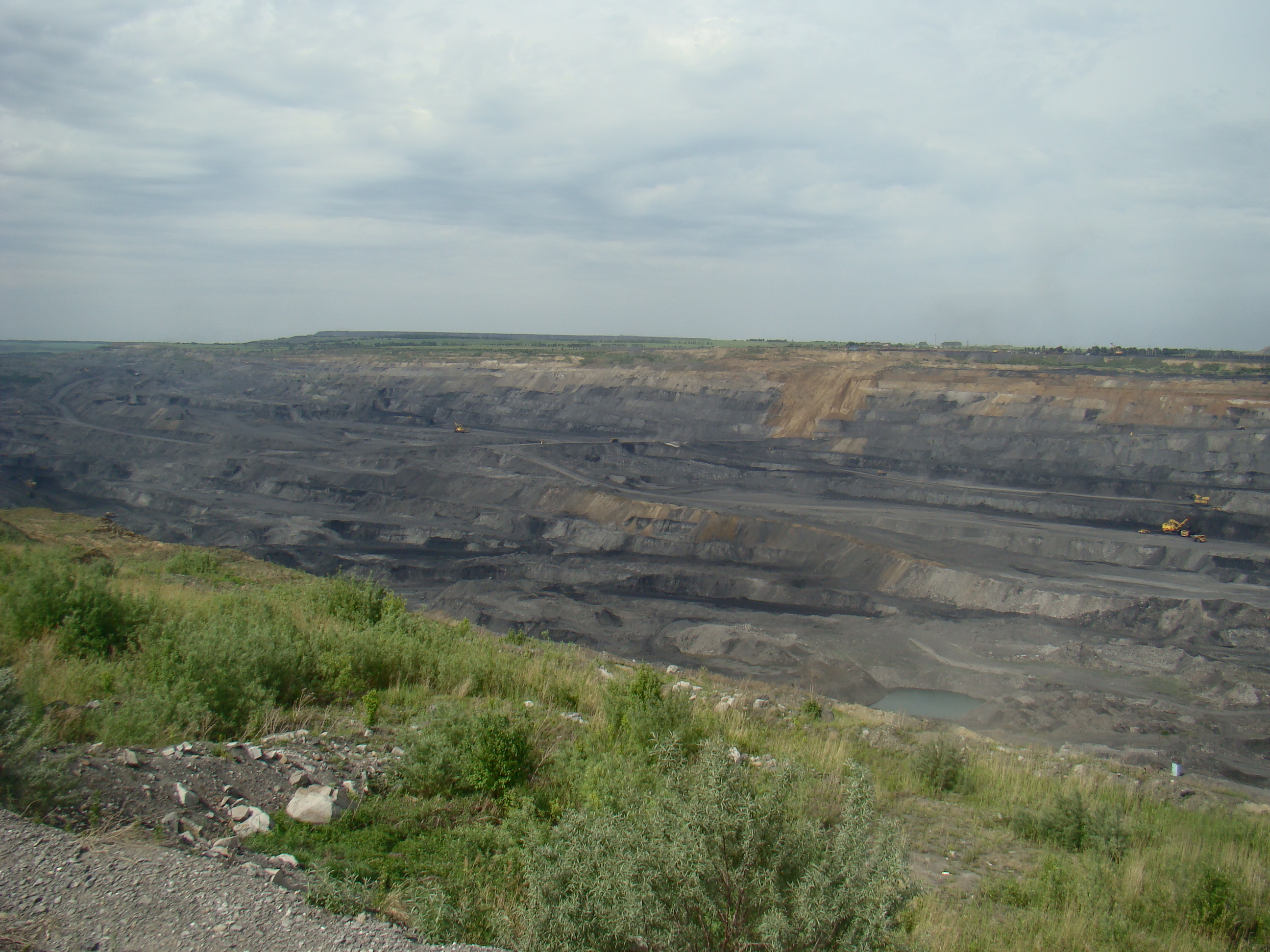
Mine de Batchatski.

Le bassin du Kouznetsk (ou Kouzbass) est le gisement de charbon le plus grand de Russie. Les réserves sont estimées à 725 milliards de tonnes. En 2017, le volume de charbon produit s'élevait à 74,9 millions de tonnes, soit 1,5 fois plus qu'en 2007. En 2017, l'oblast comptait 42 mines souterraines et 51 mines à ciel ouvert, et l'industrie employait environ 100 100 personnes, soit 12,6 % du nombre d'employés dans les entreprises. L'oblast possédait aussi 54 usines et installations de transformation du charbon.

### Métallurgie
Le deuxième secteur économique de l'oblast est l'industrie métallurgique, qui employait 24 900 personnes en 2017 (3,1 % du total). L'oblast assurait en 2017 la production de 11,4 % du volume d'acier de toute la Russie, de 10,6 % des métaux ferreux laminés, de 59 % du ferrosilicium, de 65 % des rails ferroviaires et de 100 % des rails de tramway.

### Tourisme

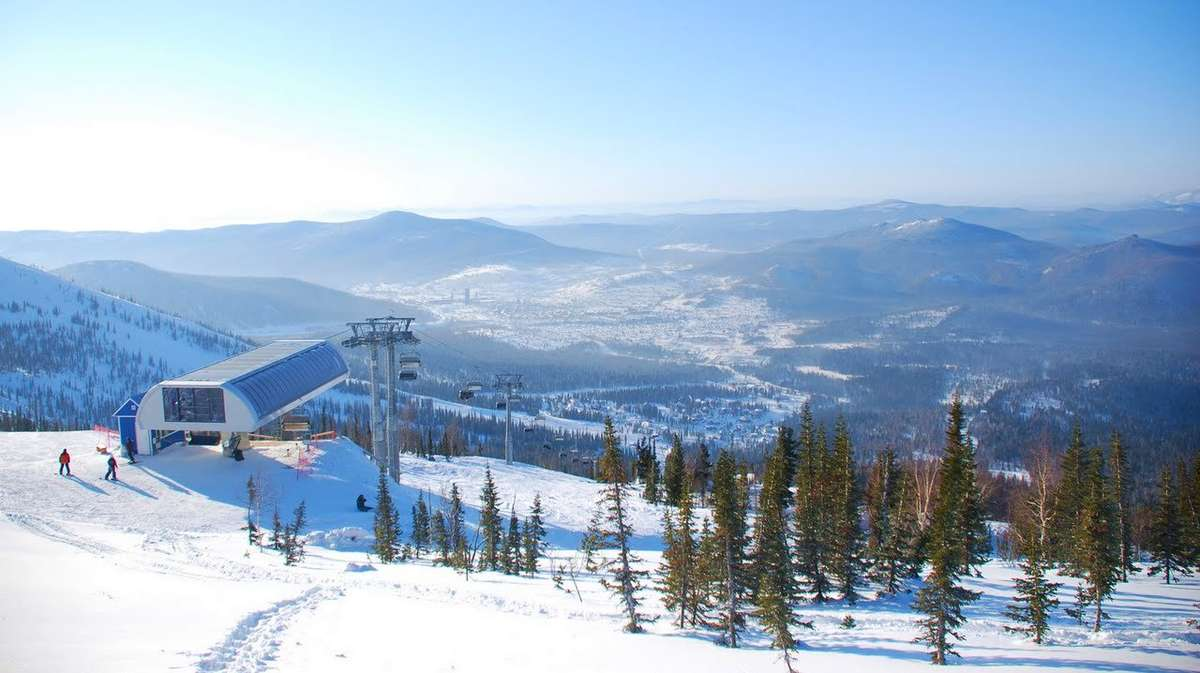
Station de ski de Cheregech en Chorie montagneuse.

En 2017, l'oblast a été visité par plus de 1,5 million de personnes, soit 2,6 fois plus qu'en 2017. Les principaux secteurs, tous en cours de développement, sont le tourisme de montagne, le tourisme culturel, et le tourisme médical entre autres. Il y avait 275 établissements d'hébergement sur le territoire.
Le réseau de stations de ski est en plein développement, le tourisme de ski représentant jusqu'à 70 % du volume de l'activité touristique de l'oblast. La région est la première de Sibérie et d'Extrême-Orient en termes de remontées mécaniques et de longueur de pistes de ski. La plus grande station de ski est Cheregech, la plus grande de Russie, mais l'oblast compte aussi cette de Tanaï, de Promychlennovski et de Gornaïa Salanga entre autres.

## Culture locale et patrimoine

### Patrimoine
L'oblast de Kemerovo-Kouzbass possède, selon le décompte du Comité pour la protection des objets du patrimoine culturel du Kouzbass à jour en 2024, 1 368 objets patrimoniaux culturels, dont 817 objets d'importance fédérale (dont 811 sites archéologiques), 334 objets d'importance régionale et 217 objets d'importance locale. Par ailleurs, l'oblast comprenait 185 objets présentant les caractéristiques d'un objet patrimonial culturel, mais qui ne sont pas encore classés (« objets identifiés »).

La ville de Mariinsk compte 119 objets patrimoniaux culturels (8,7 % du total), Novokouznetsk compte 88 objets patrimoniaux culturels (6,43 % du total), la ville de Kemerovo compte 136 objets patrimoniaux culturels (9,94 %), la ville de Propkopievsk 19 (1,39 %),,,. 

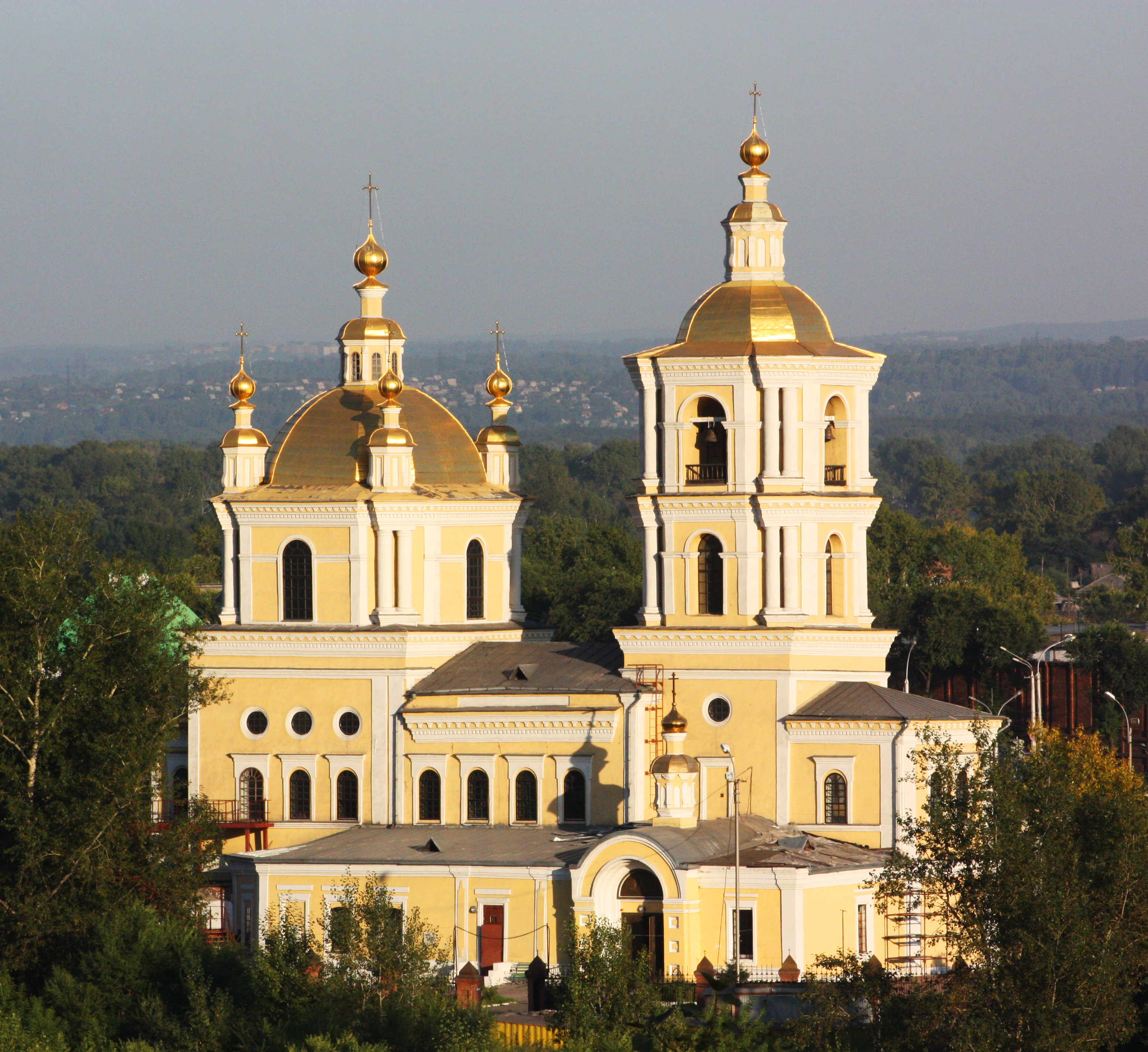
Cathédrale de la Transfiguration-du-Sauveur de Novokouznetsk.
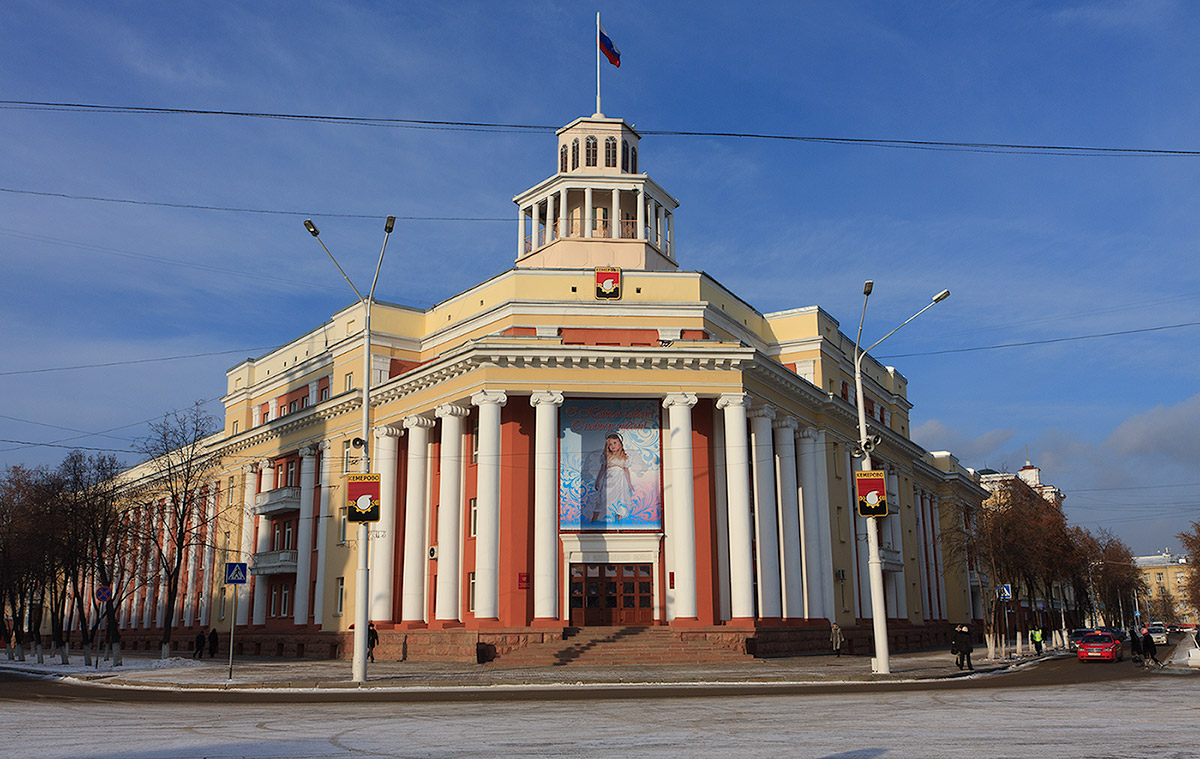
Hôtel de ville de Kemerovo.
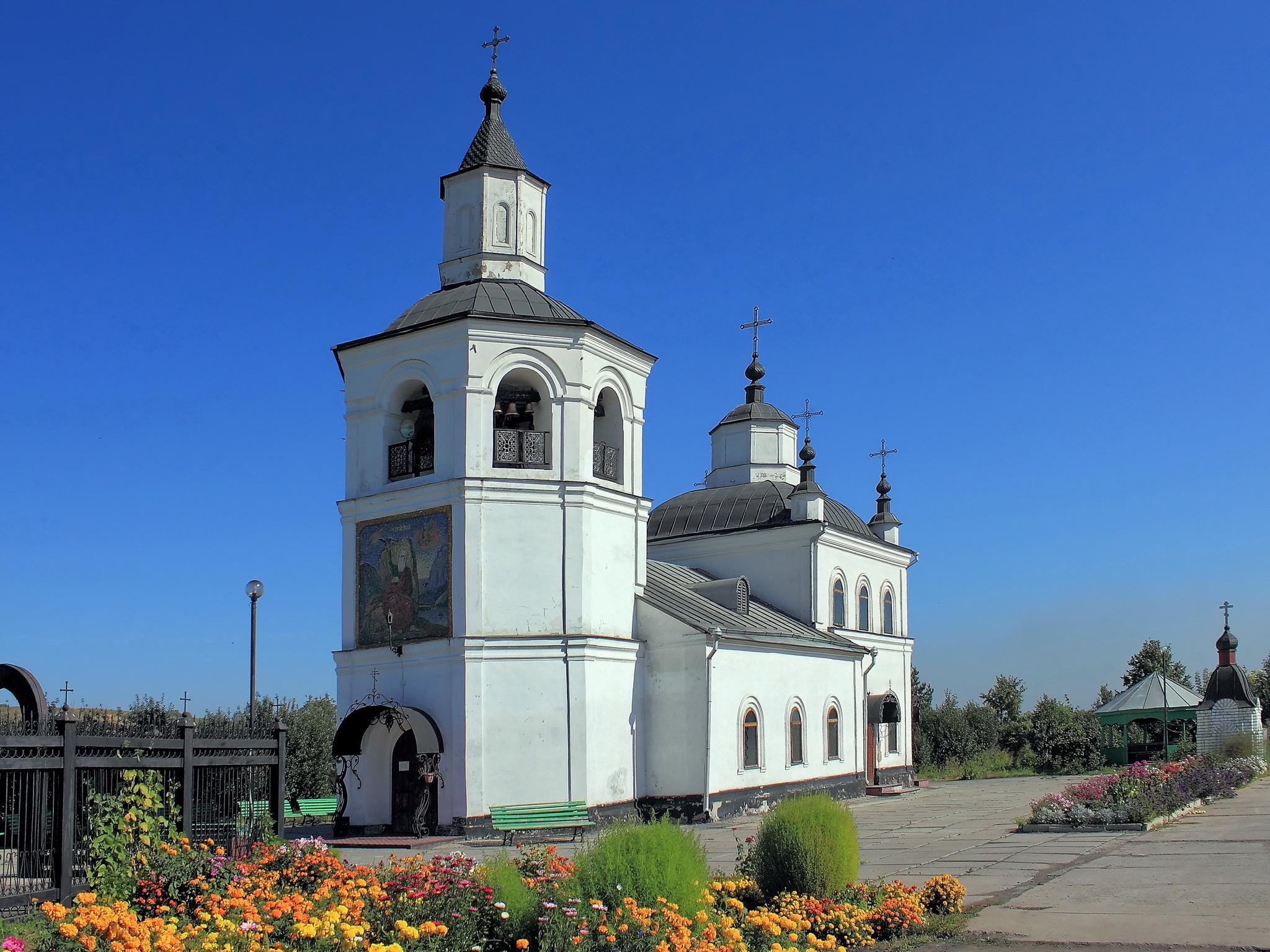
Église du Saint Prophète Elie à Ilinka.
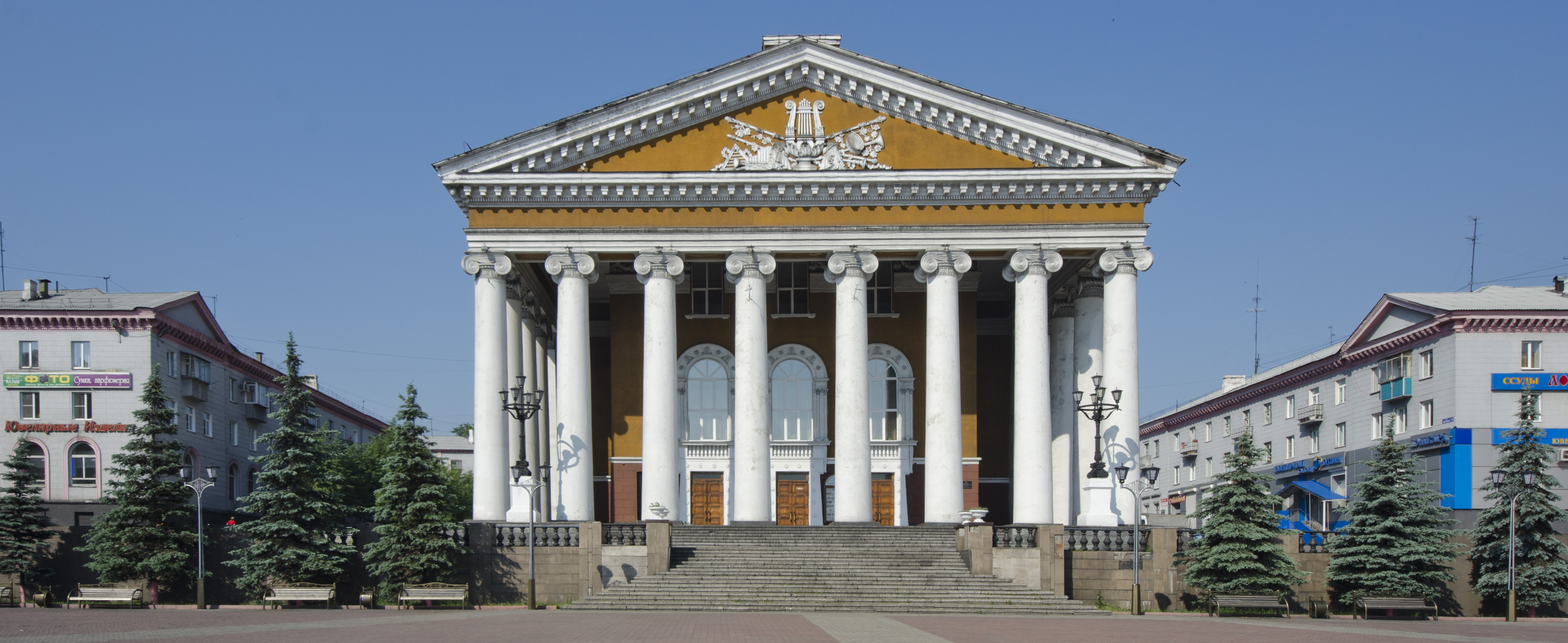
Théâtre dramatique de Prokopievsk.

### Lieux culturels et festivités
En 2017, l'oblast possédait 3 théâtres dramatiques, 2 théâtres de marionnettes, un théâtre musical, un théâtre pour enfants et jeunes, ainsi que la Philharmonie régionale de l'État de Kemerovo. Par ailleurs, il y a 43 musées et salles d'exposition dans l'oblast, ainsi que 609 succursales d'institutions culturelles et de loisirs, et 626 bibliothèques publiques.
En 2017, le nombre de représentations, concerts et autres événements était de 3 677, avec  755 200 spectateurs.